# 류큐 독립운동

류큐 독립운동(일본어: 琉球独立運動, 영어: Ryukyu independence movement)은 류큐 열도가 일본에서 독립해야 한다는 운동이다. 1945년 일본의 태평양 전쟁 패전 후에, 일본에 점령되었던 류큐국(琉球国)의 귀속이 불분명한 상태에서 미국이나 일본으로의 편입이 아닌, 류큐 공화국(琉球共和国, 영어: Republic of the Ryukyus)이란 독립국가가 되었어야 했다고 주장하며 이를 실현하려는 운동이다.

## 개요
| 오키나와               | 2005년 | 2006년 | 2007년 |
| ---------------------- | ------ | ------ | ------ |
| 독립해야 한다          | 24.9%  | 23.9%  | 20.6%  |
| 독립해서는 안 된다     | 58.7%  | 65.4%  | 64.7%  |
| 주민들이 결정해야 한다 | 2.8%   | 1.7%   | 0.8%   |
| 그 외                  | 13.6%  | 9.1%   | 13.0%  |

2005년부터 2007년까지의 류큐 대학 린취안튱 부교수가 실시한 ‘귀속 의식’ 설문조사 결과에 따르면, 2005년의 질문에 답한 1,029 명의 류큐인 중 40.6%는 '자신들이 오키나와인이며, 일본인과는 뚜렷하게 구별된다'고 답했다. 21%는 '그들 스스로를 일본인이라 생각하고 있다'고 답했으며 36%는 '일본인과 오키나와인 양 쪽 모두 다 해당된다'고 답했다. 대다수인 65.4%의 류큐인은 '독립해서는 안된다'고 하며 24.9%가 '류큐 독립운동을 지지한다'고 답했다.
2017년 5월 오키나와 타임즈, 아사히 신문 등이 오키나와 현민을 대상으로 실시한 '일본으로 돌아와서 좋았습니까? '라는 질문에 '좋았다'가 82%, '좋지 않았다'가 5%로 나타났다. '좋았다'는 응답을 연령별로 보면 18~29세는 90% 이상, 30대는 86%, 40대와 50대는 84%, 60대는 72%, 70세 이상은 74%로 젊은 세대일수록 본토 복귀를 긍정적으로 평가하고 있다. 과거 조사에서는 1981년 4월 62%, 87년 9월 84%, 92년 4월 88%, 97년 4월 87%, 2002년 4월 87%, 2007년 4월 89%, 2012년 4월 83%가 일본 복귀가 '좋았다'고 답했다.
2022년 5월 12일 오키나와 타임즈의 복귀 50년-현민 의식 조사에서 오키나와가 지향하는 모습으로 '강력한 권한을 가진 자치체'가 48%, '현상 유지'가 42%, '독립'이 3%로 나타났다.

## 중국의 간섭
중국에는 류큐가 일본이 아닌 중국의 것이라고 주장하는 목소리가 존재한. 중국에는 '중화민족 류큐 특별자치구 준비위원회'라는 단체도 존재하며, 오키나와 주민은 중화민족의 동포라는 주장을 담은 의견광고를 신문 등 언론에 게재하고 있다.
중국에서 류큐 독립을 지지하는 학자 당순풍(唐淳风)은 원래 류큐인은 중화민족이며 중국어로 복건성 방언을 사용했지만, 절벽에서 뛰어내리도록 강요하는 일본의 잔인한 방법으로 강제로 동화되었다고 주장한다. 중화민족의 개념은 '중화민족이 사는 땅은 하나의 국가에 의해 통치되어야 한다'는 생각 아래 영토 문제와 함께 이야기되기도 한다. 이런 사상을 대 중화주의라고 한다.
2016년 공안조사청은 중국이 오키나와의 일본으로부터의 분리운동을 지원하고 있다는 보고서를 작성했다. 중국은 대학 및 연구센터를 통해 오키나와의 일본으로부터의 독립을 위해 투쟁하는 집단과 연계되어 있다고 한다.
2020년 8월 미국 싱크탱크 전략국제문제연구소(CSIS)는 "중국은 일본에 영향을 미치기 위해 간접적인 방법을 사용한다. 자금 조달을 통해 오키나와의 움직임에 영향을 미치고, 오키나와 신문에 영향을 미쳐 오키나와의 독립을 추진하고, 미군을 배제하는 등 숨은 경로가 있다"고 정리했다.
2021년 10월, 프랑스 군사학교 전략연구소(IRSEM)는 중국이 잠재적 적을 약화시키기 위해 류큐 독립과 프랑스령 뉴칼레도니아의 독립운동을 부추기고 있다고 보도했다. 중국에게 오키나와는 '자위대와 주일미군을 방해하려는' 의도가 있다고 했다.
이러한 배경에서 일본에서는 홍콩 우산운동 때 태어난 말, '오늘 홍콩, 내일 대만'이 인용되어 '오늘 홍콩, 내일 대만, 내일 오키나와'라는 말이 태어났다.
2013년 5월 8일 조사에서 오키나와 현민은 89.0%가 중국에 대해 부정적인 인상을 가지고 있으며, 일본보다 중국에 귀속되기를 원하는 사람은 거의 없는 실정이다.

## 중국에 의한 오키나와에 대한 영향 공작
2020년대에 들어서면서, 중국 정부는 오키나와현에 대한 외교적·정보적 영향 공작을 강화하고 있다. 특히 시진핑 국가주석이 2024년 6월에 "중국과 오키나와의 교류 강화"를 시사하는 발언을 한 것을 계기로, 여러 정부 계열 기관과 친중파 학자들이 오키나와의 역사적 귀속을 둘러싼 주장을 활발히 펼치고 있다.

### 류큐 독립을 주장하는 정보 공작
SNS와 동영상 플랫폼을 통해 "류큐는 일본의 일부가 아니라 중화민족의 일원이다", "오키나와 주민은 중국에 귀속되기를 바라고 있다"는 내용의 선전이 확산되고 있다. 이들 대부분은 중국어와 영어로 제작되어 국외를 대상으로 발신되며, 약 200건 이상의 공작 계정이 확인되었다.
이러한 정보 공작의 목적은 일본 정부가 대만 문제나 신장·홍콩의 인권 문제에 대해 중국에 비판적인 입장을 취하고 있는 가운데, 오키나와라는 일본의 ‘약점’을 공략함으로써 반격하려는 데 있는 것으로 보인다.

### 학술 기관을 통한 정통성 주장
중국 랴오닝성 다롄해사대학교에서는 2024년, ‘류큐연구센터’ 설립이 계획되었으며, 같은 해 9월에 열린 설립 준비 심포지엄에서는 중국 해양법학회 회장 가오즈궈와 베이징대 교수 쉬융 등이 "류큐 문제는 국가안전과 조국통일에 관련된 사안"이라고 주장하였다. 또한 샌프란시스코 강화조약의 정당성을 부정하고, 전후 일본의 주권 범위에 의문을 제기하는 견해가 제시되었다.

### 중국 당국에 의한 직접 접촉과 이례적인 인사 배치
2023년 이후, 중국 대사관 및 주후쿠오카 총영사관과 오키나와현청 간에 빈번한 접촉이 이루어지고 있으며, 푸젠성 수뇌부의 오키나와 방문이나 현 간부의 대사관 방문 등 전례 없는 교류가 증가하고 있다.
2024년 10월에는 우장하오 주일 중국 대사가 오키나와를 방문하였으며, 그때 숙소의 객실 점검이나 운전기사의 신원 조사까지 이루어지는 등 과도한 경비가 시행되었다. 또한 같은 해에 부임한 양칭둥 주후쿠오카 총영사는 일본어를 사용하지 않으며, 중국 외교부의 정보 부서나 남중국해 실효 지배 지역(싼사시) 근무 경험이 있는 등, 정보전·해양 전략에 특화된 인재가 오키나와에 투입되고 있다.

### 오키나와현의 입장과 인식의 간극
오키나와현 지사 다마키 데니는 2024년 7월의 방중 시 중국 관영 매체 ‘환구시보’와의 인터뷰에서 “평화를 추구하는 오키나와의 정신을 세계에 전하고 싶다”고 말하며 지역 외교를 강조했다. 그러나 중국 측이 파견하는 인재나 행동은 정보전과 분열 공작을 포함한 전략적 의도를 수반하고 있어, ‘평화적 교류’와는 다른 현실이 지적되고 있다.

## 아이덴티티
정체성 측면에서 오키나와 사람들은 복합적인 정체성을 가지고 있다. '자신은 누구라고 생각하느냐'는 질문에 52%가 '오키나와인과 일본인'이라고 답했다. '미야코인'과 '일본인', '야에야마 사람'과 '일본인'을 합치면 복합 정체성이 응답자의 약 60%를 차지했다.24%가 '오키나와인', 16%가 '일본인'이라고 답했다.
일본의 다른 지역에서는 이러한 경향이 나타나지 않아 국제정치학자 임천충(林泉忠)은 홍콩, 대만, 오키나와를 다중의 정체성을 가진 변방 동아시아라고 불렀다. (홍콩에서는 홍콩인과 중국인의 복합적 정체성이 존재하고, 대만에서는 대만인과 중국인의 복합적 정체성이 존재한다).
|               | 둘 다 | 웨일스인/오키나와인 | 영국인/일본인 |
| ------------- | ----- | ------------------- | ------------- |
| 웨일스 출신   | 44%   | 21%                 | 7%            |
| 오키나와 출신 | 54.5% | 26.2%               | 16.1%         |

영국인 크리스 버지스(Chris Burgess) 츠다주쿠대학 교수에 따르면 이러한 복합적인 정체성은 웨일즈에서도 찾아볼 수 있으며, 오키나와와 웨일즈 모두 독특한 문화와 음식을 가지고 있다고 한다.
오키나와 출신의 어머니를 둔 작가이자 전 외교관인 사토 유우(佐藤優)는 오키나와의 언어를 포함한 오키나와 문화의 독자성에 대해 이렇게 말한다. 그는 일본의 연방제에는 찬성하지만, 류큐의 독립에는 찬성하지 않는다. 외무성 외교관으로서의 경험을 바탕으로 "인구 140만 명 정도의 나라가 미국, 일본, 중국 3국 사이에서 독립국가로 존속하는 것은 가능하지만 매우 많은 어려움이 따를 것으로 보인다"고 말한다. 오키나와의 언어는 소멸 위기에 처한 언어이며, 그는 그 보급 활동에도 힘쓰고 있다.

## 같이 보기
- 가리유시 클럽
- 류큐 열도의 선주민족회
- 류큐 처분
- 탈청인
- 류큐번
- 아이누모시리
- 일본의 민족문제
  - 류큐 민족
  - 아이누
  - 야마토 민족
- 일류동조론
- 중국인에 의한 오키나와현에 대한 인식(中国人による沖縄県への認識)
- 야마토 민족을 중핵으로 하는 세계정책의 검토
- 오늘 홍콩, 내일 대만, 내일 오키나와(일본어:今日の香港、明日の台湾、明後日の沖縄)
- 국치지도(일본어:国恥地図)